# Diamond Aircraft Industries
Diamond Aircraft Industries er en østrigsk producent af mindre motorfly og flysimulatorer. De har produktion i Wiener Neustadt, Niederösterreich og i London, Canada.
Virksomheden blev etableret af Wolf Hoffmann i 1981 under navnet Hoffmann Flugzeugbau. Deres første fly kendes som HK36 Dimona. I 1998 fik de navnet Diamond Aircraft Industries. I 2017 blev Diamond overtaget af kinesiske Wanfeng Aviation.